# Перхтольдсдорф
Перхтольдсдорф (нім. Perchtoldsdorf) — ярмаркова комуна (нім. Marktgemeinde) в Австрії, у федеральній землі Нижня Австрія.
Входить до складу округу Медлінг. Населення становить 14 398 чоловік (на 31 грудня 2005 року). Займає площу 12,6 км². Офіційний код — 31 7 19.

## Географія
Містечко розташовано одразу за межею міста Відня, на південь від району Лізінг і приблизно в 16 кілометрах на південний захід від центру Відня. Західні частини муніципальної ділянки межують з Віденським лісом.
Із 14144 населенням (станом на 2012 рік) Перхтольдсдорф друга за величиною округа після адміністративного місця Медлінг. Він обслуговується віденською мережею S-Bahn, а також можна дістатися автобусними та трамвайними лініями, якими керує компанія громадського транспорту Wiener Linien.

## Галерея

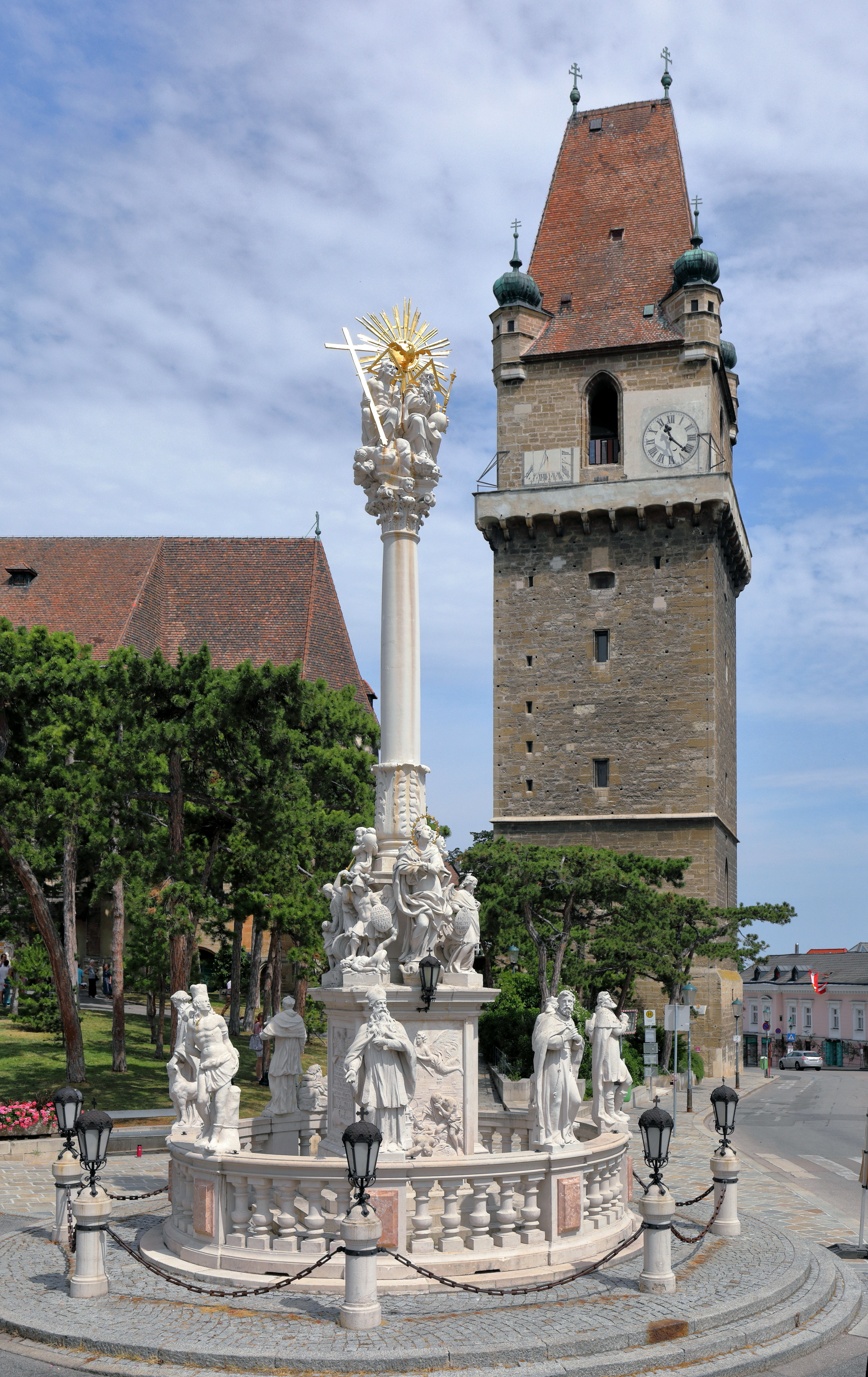
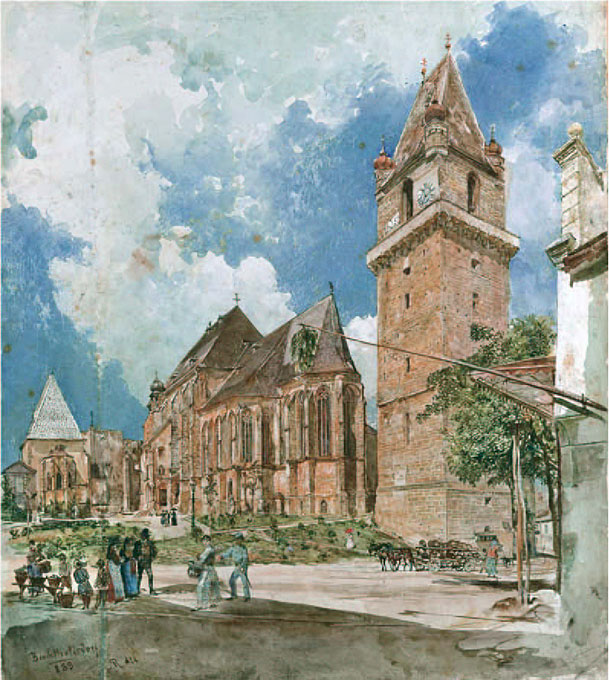
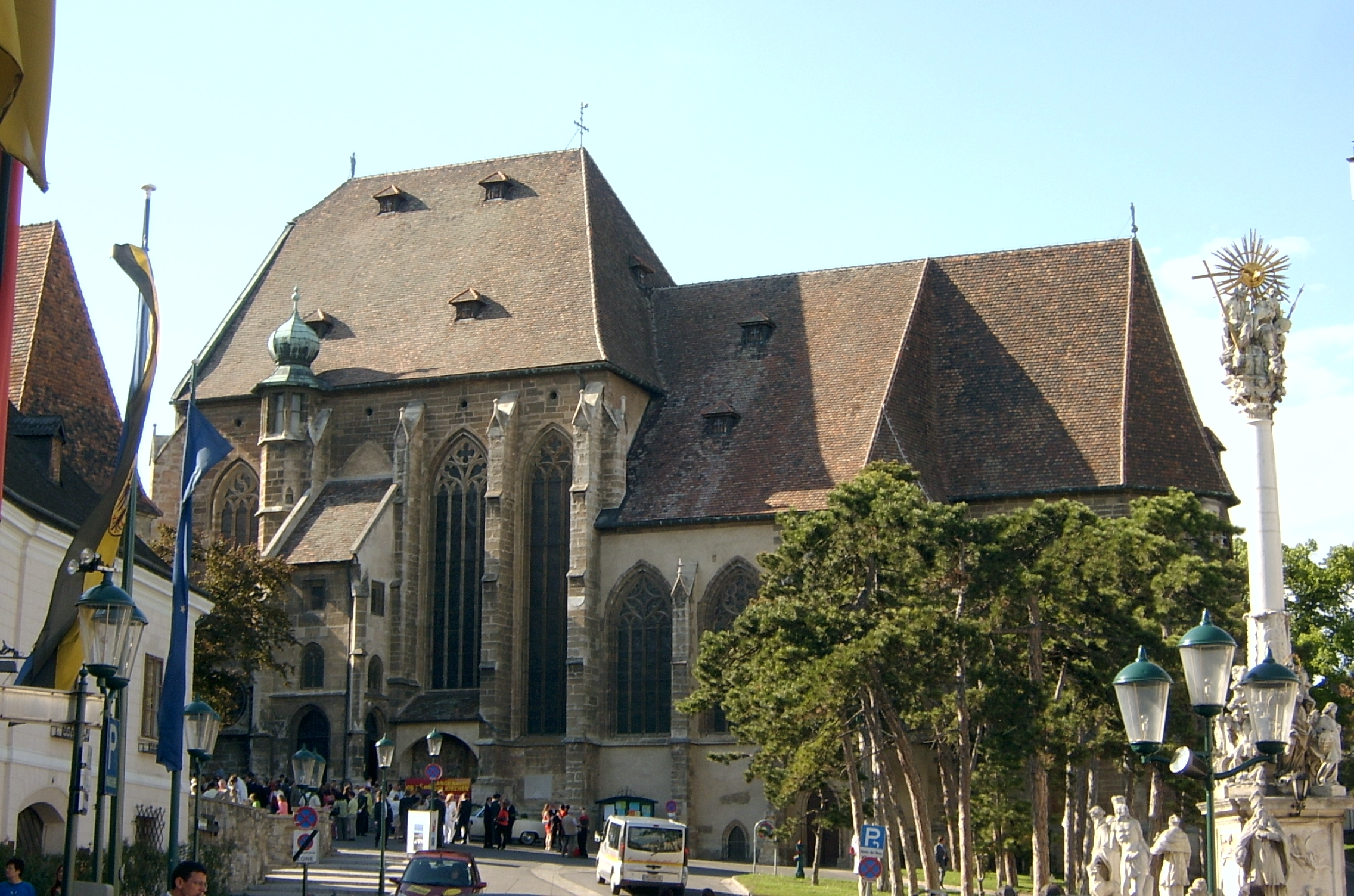
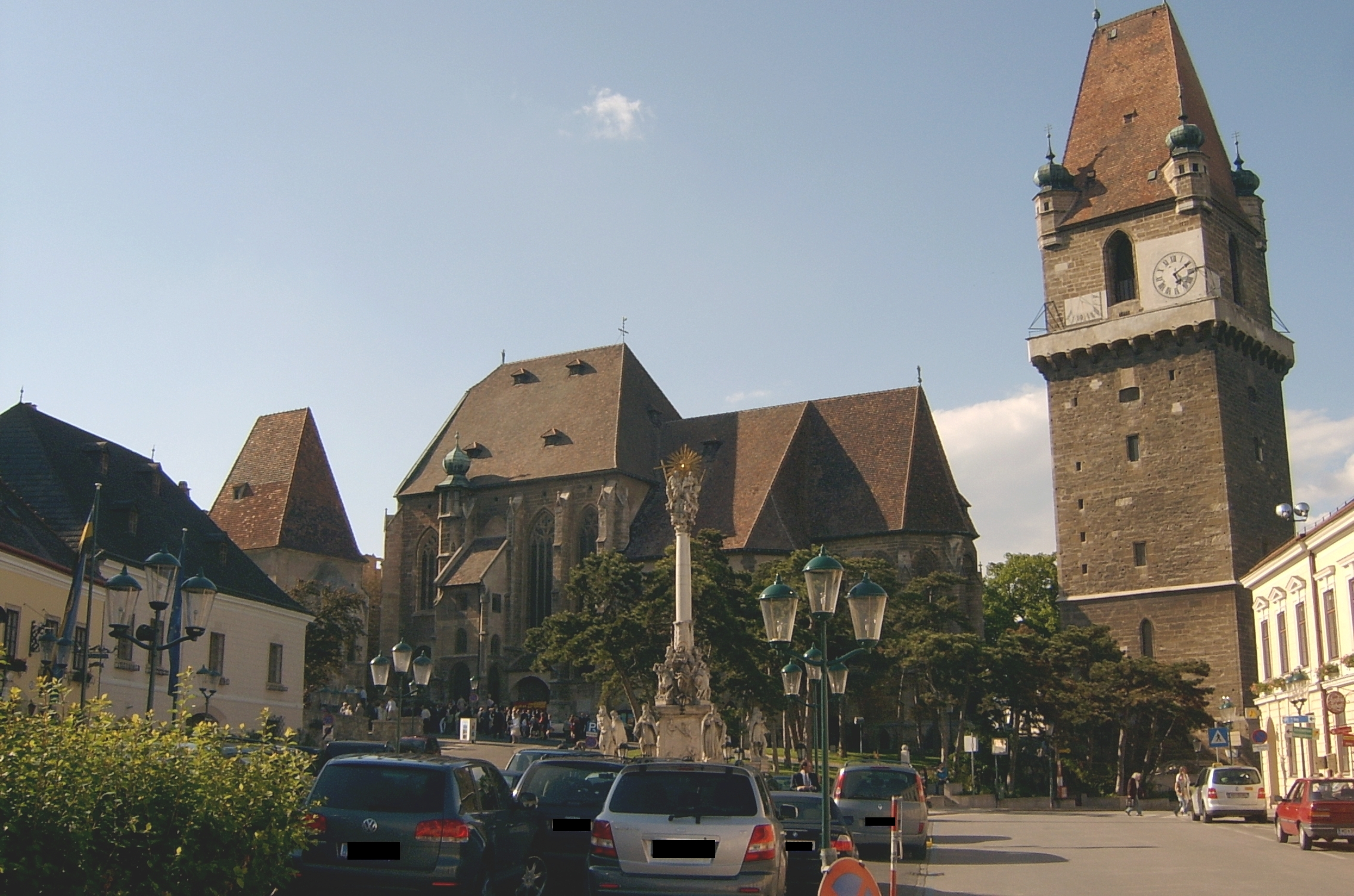
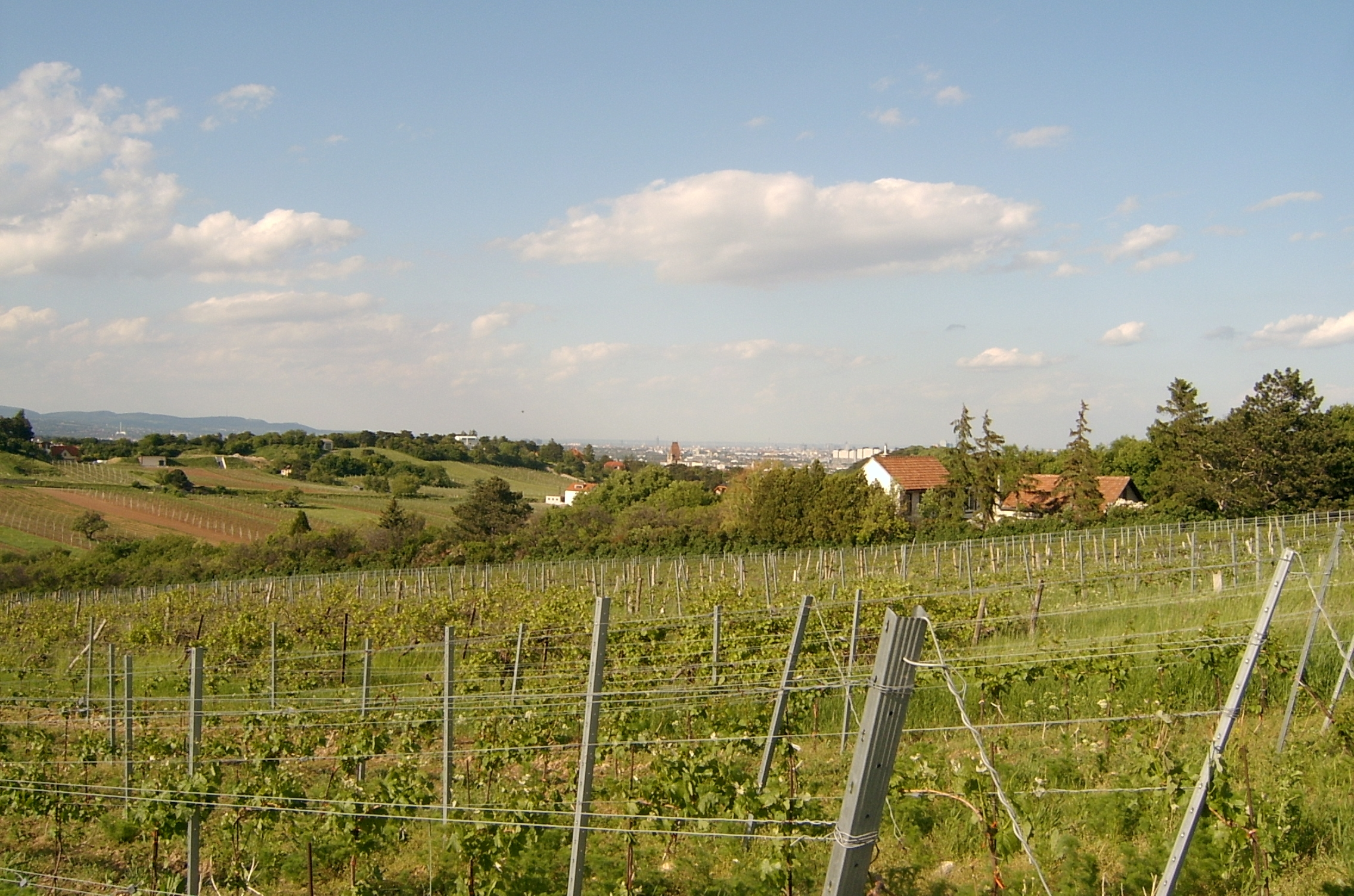
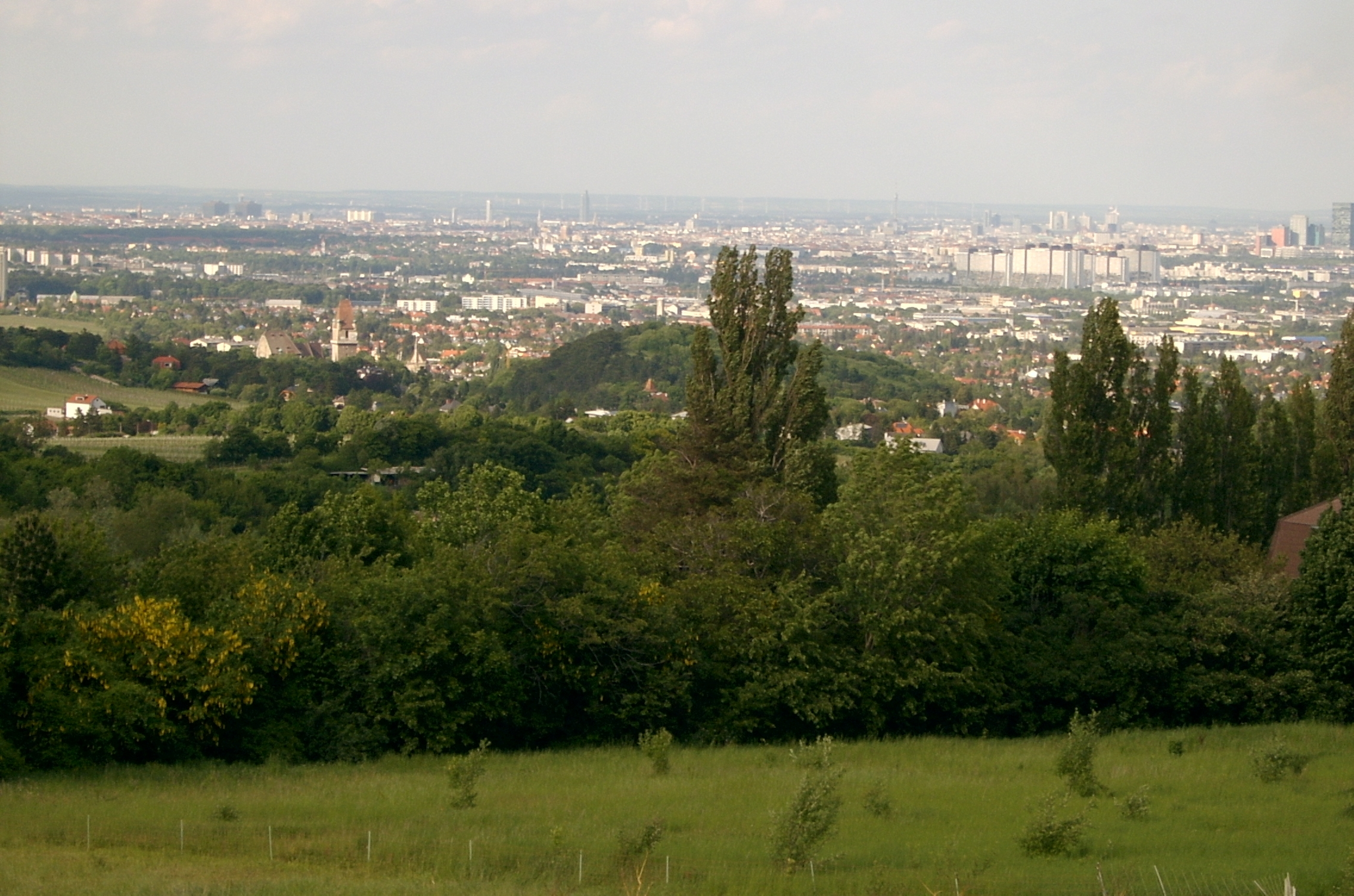
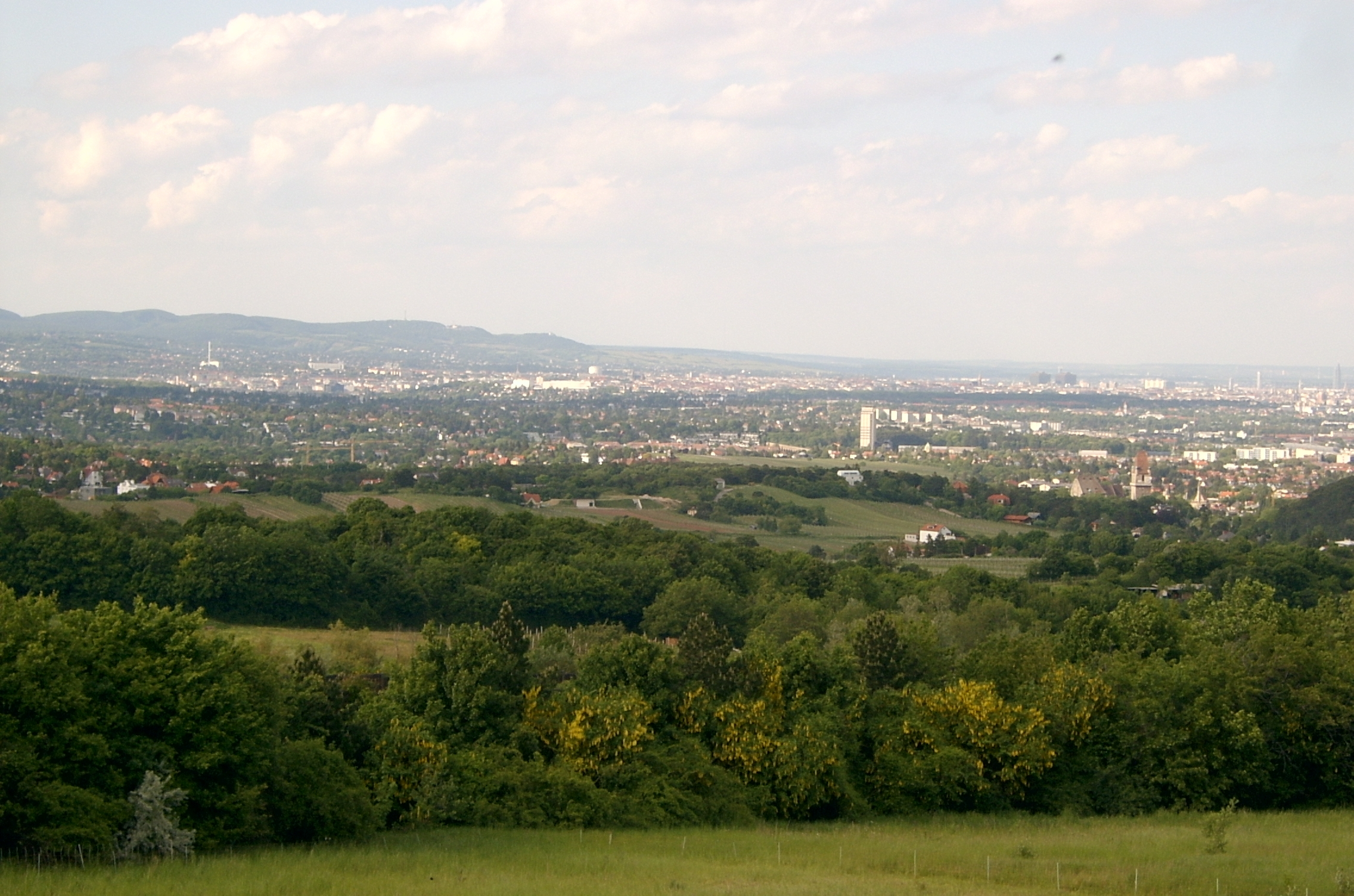

## Відомі уродженці і жителі
- Йозеф Гіртль (1810—1894) — австрійський лікар та анатом.
- Матіас фон Тренквальд (1824—1897) — австрійський художник.

## Поріднені міста
- Донауверт